# دهه ۱۳۵۰ (خورشیدی)
دهه ۱۳۵۰ صد و سی و پنجمین دهه تقویم هجری خورشیدی است.

## زادگان
- نیکی کریمی، بازیگر سینما، تلویزیون و تئاتر (۱۳۵۰)
- پیمان ابدی، کارگردان و طراح اکشن سینما (۱۳۵۱)
- شادمهر عقیلی خواننده موسیقی دان و بازیگر سینما (۱۳۵۱)
- آشا محرابی، بازیگر سینما، تلویزیون و تئاتر (۱۳۵۲)
- سارا خوئینی‌ها، بازیگر سینما، تلویزیون و تئاتر (۱۳۵۳)
- مریلا زارعی، بازیگر سینما و تلویزیون (۱۳۵۳)
- میترا حجار، بازیگر سینما و تلویزیون (۱۳۵۵)
- عسل بدیعی، بازیگر سینما و تلویزیون (۱۳۵۶)
- آناهیتا نعمتی، بازیگر سینما، تلویزیون و تئاتر (۱۳۵۶)
- الهام حمیدی، بازیگر سینما، تلویزیون و تئاتر (۱۳۵۶)
- لیلا برخورداری، بازیگر سینما، تلویزیون و تئاتر (۱۳۵۷)

## درگذشتگان
- افشین مقدم، خواننده ایرانی (۱۳۵۵)
- واروژان، آهنگساز و تنظیم‌کننده (۱۳۵۶)